# Поиски (телесериал)
«Поиски» (англ. Found) — американский телесериал в жанре процедурной драмы, триллера и криминальной драмы, транслируемый на телеканале NBC с 2023 года. Сериал рассказывает о специалисте по связям с общественностью и кризисном менеджере Габи Мозли и её команде, которые занимаются поиском пропавших людей, которых игнорируют или забывают правоохранительные органы и основные СМИ. Главную роль исполняет актриса Шанола Хэмптон. В ноябре 2023 года сериал был продлён на 2 сезон, премьера которого состоялась 3 октября 2024 года.
Сериал номинировался на премии Hollywood Creative Alliance, Critics' Choice Television Awards, GLAAD Media Award и NAACP Image.
9 мая 2025 года был закрыт после двух сезонов.

## Сюжет
Специалист по связям с общественностью и кризисный менеджер Габриэль «Габи» Мозли и её команда занимаются поиском людей, исчезновение которых проигнорировали правоохранительные органы и СМИ. При этом, её команда состоит из людей, у которых похищали родственников или они сами подвергались похищению. Мозли находит мужчину, Хью Эванса, который похитил её, когда она была подростком, и запирает его в подвале, после чего она использует преступные знания и опыт Хью для раскрытия своих дел.

## В ролях
- Шанола Хэмптон — Габриэль «Габи» Мозли, бывшая жертва похищения, которая организует свою собственную фирму по спасению людей, попавших в ту же ситуацию, что и она.
- Келли Уильямс — Маргарет Рид, младший следователь в фирме Мозли, обладающая дедуктивным мышлением и одержимая поисками своего сына Джейми, пропавшего 13 лет назад на автобусной остановке.
- Бретт Далтон — Марк Трент, детектив из округа Колумбия, играет роль связного Мозли с полицией.
- Габриэль Уолш — Лейси Куинн (бывшее имя — Белла), студентка юридического факультета, которая работает в фирме Мозли в качестве стажёра. Как и Габи, Белла была похищена Хью, после чего у них образуется тесная связь. После побега от Хью меняет своё имя на Лейси.
- Арлен Эскарпета — Зик Уоллес, эксперт по технологиям, похищенный своим дядей в детстве. После этого инцидента Зик страдает от агорафобии. Выступает инвестором фирмы Габи.
- Каран Оберой — Дхан Рана, ветеран войны, который попал в плен во время боевых действий и был объявлен пропавшим без вести. Выступает экспертом по безопасности, а также, при необходимости, выполняет силовые операции.
- Марк-Пол Госселаар — Хью «Сэр» Эванс, бывший учитель средней школы и серийный похититель, который похитил Габи, когда она была ещё подростком. После побега Габи Эванс залегает на дно. Много лет спустя Габи ловит Эванса и держит его в плену в подвале, используя его как источник информации.

## Сезоны
| Сезон | Серии | Серии | Даты показа    | Даты показа     |
| Сезон | Серии | Серии | Первая серия   | Последняя серия |
| ----- | ----- | ----- | -------------- | --------------- |
| 1     | 13    | 13    | 3 октября 2023 | 16 января 2024  |
| 2     | 22    | 22    | 3 октября 2024 | 15 мая 2025     |

## Эпизоды

### Сезон 1(2023—2024)
| № общий | № в сезоне | Название                                                                  | Режиссёр          | Автор сценария       | Дата премьеры   | Произв. код | Зрители в США (млн) |
| ------- | ---------- | ------------------------------------------------------------------------- | ----------------- | -------------------- | --------------- | ----------- | ------------------- |
| 1       | 1          | «Пилот» «Pilot»                                                           | ДиМэйн Дэвид      | Никечи Окоро Кэрролл | 3 октября 2023  | T74.10005   | 2,85                |
| 2       | 2          | «Пропал без вести, когда согрешил» «Missing While Sinning»                | ДиМэйн Дэвид      | Никечи Окоро Кэрролл | 10 октября 2023 | T74.10102   | 3.29                |
| 3       | 3          | «Пропал без вести, когда овдовел» «Missing While Widowed»                 | Никхил Панис      | Кэмерон Джонсон      | 17 октября 2023 | T74.10103   | 3.28                |
| 4       | 4          | «Пропал без вести, будучи пешкой» «Missing While a Pawn»                  | Эйф Ривера        | Зои Маршалл          | 24 октября 2023 | T74.10104   | 3.22                |
| 5       | 5          | «Пропал без вести, не имея документов» «Missing While Undocumented»       | Джессика Борсицки | Майкл Г. Питерсон    | 31 октября 2023 | T74.10105   | 2.82                |
| 6       | 6          | «Пропал без вести, будучи зависимым» «Missing While Addicted»             | Никхил Панис      | Дженнифер А. Кинг    | 7 ноября 2023   | T74.10106   | 2.80                |
| 7       | 7          | «Пропал без вести, будучи коренным жителем» «Missing While Indigenous»    | Кристин Суонсон   | Никита ДеМаре        | 14 ноября 2023  | T74.10107   | 3.32                |
| 8       | 8          | «Пропал без вести, будучи бездомным» «Missing While Homeless»             | Чад Лоу           | Соней Хоффман        | 21 ноября 2023  | T74.10108   | 3.04                |
| 9       | 9          | «Пропал без вести во время мошенничества» «Missing While Scamming»        | Чарисса С.        | Кэмерон Джонсон      | 28 ноября 2023  | T74.10109   | 3.27                |
| 10      | 10         | «Пропал без вести во время внушения» «Missing While Indoctrinated»        | Киша Шарп         | Зои Маршалл          | 5 декабря 2023  | T74.10110   | 2.96                |
| 11      | 11         | «Пропал без вести во время межрасового секса» «Missing While Interracial» | Майкл Шульц       | Майкл Г. Питерсон    | 12 декабря 2023 | T74.10111   | 3.42                |
| 12      | 12         | «Пропал без вести, будучи эксцентричным» «Missing While Eccentric»        | Дэвид МакУиртер   | Соней Хоффман        | 9 января 2024   | T74.10112   | 2.42                |
| 13      | 13         | «Пропал без вести, когда о нём забыли» «Missing While Forgotten»          | Никхил Панис      | Никечи Окоро Кэрролл | 16 января 2024  | T74.10113   | 2.30                |

### Сезон 2(2024—2025)
| № общий | № в сезоне | Название                                                                | Режиссёр                 | Автор сценария       | Дата премьеры   | Произв. код | Зрители в США (млн) |
| ------- | ---------- | ----------------------------------------------------------------------- | ------------------------ | -------------------- | --------------- | ----------- | ------------------- |
| 14      | 1          | «Пропал без вести во время наживки» «Missing While Bait»                | Никхил Панис             | Никечи Окоро Кэрролл | 3 октября 2024  | T74.10201   | 2.51                |
| 15      | 2          | «Пропал без вести, когда было трудно» «Missing While Difficult»         | Кристл Роберсон          | Дженнифер А. Кинг    | 10 октября 2024 | T74.10202   | 2.40                |
| 16      | 3          | «Пропал без вести, будучи одиноким» «Missing While Lonely»              | Майкл Шульц              | Кэмерон Джонсон      | 17 октября 2024 | T74.10203   | 2.01                |
| 17      | 4          | «Пропал без вести, будучи совершенным» «Missing While Perfect»          | Кевин Берланди           | Соней Хоффман        | 24 октября 2024 | T74.10204   | 2.12                |
| 18      | 5          | «Пропал без вести, хотя считался мёртвым» «Missing While Presumed Dead» | Элизабет Аллен Розенбаум | Николь Р. Леви       | 31 октября 2024 | T74.10205   | 2.25                |
| 19      | 6          | «Пропавшая без вести Габи Мозли» «Missing While Gabi Mosely»            | Киша Шарп                | Майкл Г. Питерсон    | 7 ноября 2024   | T74.10206   | 1.93                |
| 20      | 7          | «Пропал без вести, когда его ненавидели» «Missing While Hated»          | Садс Сазерленд           | Чарли Энгелхорн      | 14 ноября 2024  | T74.10207   | 1.97                |
| 21      | 8          | «Пропал без вести, когда его преследовали» «Missing While Haunted»      | Кристин Уинделл          | Никита ДеМаре        | 21 ноября 2024  | T74.10208   | 2.27                |
| 22      | 9          | «Пропал без вести во время нападения» «Missing While Targeted»          | Чарисса С.               | Кэмерон Джонсон      | 16 января 2025  | T74.10209   | 2.52                |

## Производство

### Разработка
23 августа 2019 года было объвлено, что телеканал ABC заказал пилотный эпизод телесериала «Поиски» от компаний Warner Bros. Television Studios и Berlanti Productions. В январе 2022 года телеканал NBC получил права на сериал и заказал пилотный эпизод у продюсерской компании Rock My Soul Productions. Позднее, в апреле 2022 года, режиссёром пилотного эпизода был назначен ДиМэйн Дэвис. 20 июля 2022 года NBC заказал 1 сезон сериала, в то время как Грег Берланти занял должность продюсера. 29 ноября 2023 года NBC продлил сериал на 2 сезон, который будет состоять из 22 эпизодов.

### Кастинг
2 марта 2022 года актриса Шанола Хэмптон была утверждена на главную роль в сериале. 29 апреля на роль Хью «Сэра» Эванса был утверждён актёр Марк-Пол Госселаар. 18 мая 2022 года к актёрскому касту присоединилась актриса Келли Уильямс. 20 июля 2022 года роли в сериале получили Арлен Эскарпета, Бретт Далтон, Габриэль Уолш и Каран Оберой.

### Съёмки
Съёмки 1 сезона проходили в период с октября 2022 года по март 2023 года в Атланте, штат Джорджия. Съёмочный процесс 2 сезона стартовал в марте 2024 года.

### Музыка
13 сентября 2023 года было объявлено, что музыку для сериала напишет Шерри Чанг.

## Трансляция
Премьера сериала состоялась на телеканале NBC 3 октября 2023 года. Изначально премьера сериала планировалась 19 февраля того же года, но была отложена до осени. Премьера 2 сезона состоялась на NBC ровно год спустя — 3 октября 2024 года. На стриминговом сервисе Peacock каждый эпизод становится доступен для просмотра на следующий день после своего выхода на NBC. На телеканале USA Network премьера пилотного эпизода сериала состоялась 7 октября 2023 года.
В Канаде премьера сериала состоялась на телеканале Citytv в тот же день, что и в США.

## Реакция

### Рейтинги
По состоянию на 11 октября 2023 года премьеру сериала посмотрело 10.5 миллионов зрителей на всех платформах. Также, «Поиски» стали самым просматриваемым сериалом NBC, запущенном на Peacock. К ноябрю 2023 года премьеру сериала посмотрели более 20 миллионов зрителей, а последующие эпизоды в среднем набирали 7.4 миллиона зрителей за семь дней просмотра на всех платформах.

### Критика
На сайте-агрегаторе Rotten Tomatoes сериал имеет рейтинг одобрения в 70 % на основе 10 отзывов со стороны критиков. Консенсус сайта гласит: «„Поиски“ — это непростой союз процедурного и сериального повествования, в котором можно легко потеряться, благодаря очень привлекательной Шаноле Хэмптон».
На сайте Metacritic сериал получил среднюю оценку в 49 баллов из 100 на основе 6 отзывов со стороны критиков, что указывает на «смешанные или средние отзывы».

### Награды
| Премия                            | Год  | Категория                                                                | Номинация            | Результат | Ссылка |
| --------------------------------- | ---- | ------------------------------------------------------------------------ | -------------------- | --------- | ------ |
| Hollywood Creative Alliance       | 2024 | Лучший приглашённый актёр в драматическом сериале                        | Марк-Пол Госселаар   | Номинация | [ 42 ] |
| Hollywood Creative Alliance       | 2024 | Лучший сценарий для телевизионного или кабельного драматического сериала | Соней Хоффман        | Номинация | [ 42 ] |
| Critics' Choice Television Awards | 2025 | Лучшая женская роль в драматическом сериале                              | Шанола Хэмптон       | Ожидается | [ 43 ] |
| Critics' Choice Television Awards | 2025 | Лучший актёр второго плана в драматическом сериале                       | Марк-Пол Госселаар   | Ожидается | [ 43 ] |
| GLAAD Media Awards                | 2025 | Новый выдающийся телесериал                                              | «Поиски»             | Номинация | [ 44 ] |
| Gracie Awards                     | 2024 | Актриса в главной роли — телевизионная драма                             | Шанола Хэмптон       | Победа    | [ 45 ] |
| NAACP Image Awards                | 2024 | Выдающийся драматический сериал                                          | «Поиски»             | Номинация | [ 46 ] |
| NAACP Image Awards                | 2024 | Выдающийся сценарий драматического сериала                               | Никечи Окоро Кэрролл | Номинация | [ 46 ] |
| NAMIC Vision Awards               | 2024 | Лучший драматический сериал                                              | «Поиски»             | Победа    | [ 47 ] |
| Women’s Image Network Awards      | 2024 | Драматический сериал                                                     | «Поиски»             | Номинация | [ 48 ] |
| Women’s Image Network Awards      | 2024 | Продюсеры фильмов и шоу                                                  | Никечи Окоро Кэрролл | Номинация | [ 48 ] |